# Xoan Manuel Ledo
Xoan Manuel Ledo Menéndez, más conocido como Xoan Ledo, (Lalín, 6 de julio de 1996) es un jugador de balonmano español que juega de portero en el BM Ciudad de Logroño. Es internacional con la selección de balonmano de España, con la que fue convocado por primera vez en 2016, dentro de la concentración para el Campeonato Mundial de Balonmano Masculino de 2017.
Con la selección de balonmano de España júnior ganó la medalla de oro en el Campeonato Europeo de Balonmano Masculino Junior de 2016 y en el Campeonato Mundial de Balonmano Masculino Junior de 2017.

## Carrera deportiva
Formado en la cantera del Balonman Lalín, Ledo fichó por el FC Barcelona en 2014. Xoan Manuel Ledo debutó en la Liga Asobal en la temporada 2016-17 tras fichar por el BM Villa de Aranda. Con este equipo disputó los 30 partidos de la competición.
Sin embargo, tras el descenso de su antiguo club, Ledo, ficha por el Bidasoa Irún.
Con la selección ganó el Campeonato Europeo de Balonmano Masculino Junior de 2016 y el Campeonato Mundial de Balonmano Masculino Junior de 2017, siendo nombrado además como el mejor portero de este último también.

## Clubes
- BM Lalín (-2014)
- FC Barcelona B (2014 -2016)
- BM Villa de Aranda (2016-2017)
- Bidasoa Irún (2017-2022)
- Istres Provence Handball (2022-2024)
- BM Ciudad de Logroño (2024- )[8]